# Замірці
Замірці́ — село в Україні, у Дергачівській міській громаді Харківського району Харківської області. Населення становить 86 осіб. До 2020 орган місцевого самоврядування — Дергачівська міська рада.

## Географія
Село Замірці розміщене за 4 км від річки Лопань (правий берег), за 2 км від міста Дергачі, сіл Болибоки, Мищенки, по селу протікає Балка Кам'янка з кількома загатами. Біля села кілька невеликих лісових масивів, у тому числі — урочище Легенькі, урочище Бакунці.

## Історія
12 червня 2020 року, розпорядженням Кабінету Міністрів України № 725-р «Про визначення адміністративних центрів та затвердження територій територіальних громад Харківської області», увійшло до складу Дергачівської міської громади.
19 липня 2020 року, в результаті адміністративно-територіальної реформи та ліквідації Дергачівського району, село увійшло до складу Харківського району.